# Campoletis gorhami
Campoletis gorhami är en stekelart som först beskrevs av Henry Lorenz Viereck 1925.  Campoletis gorhami ingår i släktet Campoletis och familjen brokparasitsteklar. Inga underarter finns listade.